# Pointe de Rougnoux
La pointe de Rougnoux est un sommet partagé entre les vallées de Champoléon, de L'Argentière-la-Bessée et de Freissinières, dans les Hautes-Alpes (région Provence-Alpes-Côte d'Azur).